# 普卡普卡山 (阿利斯-維蒂斯)
12°15′09″S 75°47′11″W / 12.25250°S 75.78639°W
普卡普卡山（Puka Puka），是秘魯的山峰，位於該國中南部利馬大區，由阿利斯區和維蒂斯區負責管轄，屬於秘魯中部山脈的一部分，海拔高度4,800米。